# قانون جودوين

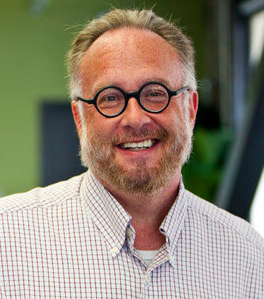
مايك جودوين (2010)

شاع قانون غودوين من البيان الذي أدلى به مايك جودوين في عام 1990 على شبكة Usenet ، وصار منذ ذلك معروفا على الإنترنت حيث يقول: «كلما طالت مناقشة عبر الإنترنت زاد احتمال العثور مقارنة تنطوي على النازيين أو أدولف هتلر» في نقاش ما، الوصول إلى نقطة غودوين يعني أن المناقشة وصلت لطريق مسدود صار المشاركون فيه لا يفيدون بعضهم البعض عن طريق تحقيق قانون غودوين.
ومع ذلك غودوين ليس مكتشف المفهوم الذي أشاعه على شبكة الإنترنت، منذ وجود البلاغية اللاتينية يقال: "Hitlerum reductio" عبارة مؤكدة منذ عام 1950، والتي هي صيغة التخصص (المرتبطة خيالي العملة) من argumentum hominem الإعلانية وخصوصا الإعلان argumentum شخصي، التي سبق وصفها وتوثيقها لفترة أطول من ذلك.

## في منتديات الدردشة

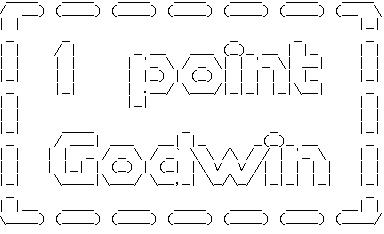
نقطة جودوين

قليل من العرب يعرفون قانون جودوين، لكنه شائع عند الغربيين نقطة جودوين، التي معناها هي أصل الكلمة بالإنجليزي تعني - نقطة اللاعودة - ثم تحولت في المنتديات بنقطة سيئة في حالة ما إذا كان المشارك يحقق قانون جودوين تعطى له نقطة جودوين،
المشارك الذي يتلقاها ما عليه سوى تقطيع النقطة من الشاشة بالمقص أو بالمطرقة